# Neri Capponi
Neri Capponi, né en 1388 à Florence et mort dans cette même ville en 1457, est un homme politique et condottiere florentin du Quattrocento, fils aîné de Gino.

## Biographie
Fils de Gino Capponi, et, comme lui, un des premiers magistrats de la République de Florence, Neri hérita de la fortune de son père. Il fut contemporain de Rinaldo degli Albizzi et de Cosme de Médicis ; mais quoique sa naissance et ses relations l’attachassent aux Albizzi, il n’embrassa point leur cause avec chaleur, et il fut plutôt considéré comme neutre par eux et par leurs adversaires. Capponi, ainsi que son père, s’était attaché de préférence à la carrière militaire. Il fut commissaire des Florentins au siège de Lucques, en 1429 et 1430. Il est vrai que ses avis n’ayant point été suivis, l’armée près de laquelle il se trouvait éprouva une suite de revers. Il fut plus heureux en 1440. La victoire d’Anghiari, remportée par les Florentins sur Niccolò Piccinino, fut attribuée presque uniquement à son habileté. Il était devenu enfin l’égal, en réputation, de Cosme de Médicis, et, lorsqu’il lui arrivait d’embrasser un avis contraire à celui de ce citoyen célèbre, il balançait les décisions de la république ; mais ces deux grands hommes trouvèrent leur intérêt l’un et l’autre à demeurer unis jusqu’en 1457, que Néri Capponi mourut, le 21 novembre, âgé de 69 ans, après avoir exercé quarante ans les emplois les plus importants de l’État.
Neri Capponi a écrit des commentaires sur son administration, imprimés par Muratori dans le t. 18 des Rerum Italicarum Scriptores, à la suite des commentaires de Gino, son père ; ils sont écrits avec beaucoup d’élégance, et on reconnaît dans son style un homme de goût et d’érudition. Bartolomeo Sacchi a écrit sa vie politique : elle est imprimée dans le t. 20e de la même collection.